# ينغفار هاوغ
ينغفار هاوغ (بالنرويجية البوكمول: Yngvar Hauge)‏ هو كاتب نرويجي، ولد في 6 أبريل 1899، وتوفي في 7 مارس 1977.